# Corrupção na Áustria

Bandeira da Áustria

A Áustria tem um sistema institucional e legal bem desenvolvido e a maioria dos casos de corrupção sob investigação por uma comissão parlamentar termina com julgamentos judiciais e julgamentos eficazes. No entanto, existem vários casos significativos de corrupção austríaca ocorridos durante a última década, envolvendo funcionários da terra e regionais, funcionários públicos de alto nível, o governo central e, em um caso, o ex- chanceler.
Na maioria dos casos, as práticas corruptas estavam relacionadas a conflitos de interesse, abuso de poder, lavagem de dinheiro e tráfico de influência. Os escândalos de corrupção colocaram em dúvida os padrões éticos da elite política. Esta dúvida reflete-se nas conclusões do Eurobarómetro 2012, onde dois terços dos inquiridos consideram os políticos nacionais corruptos e também a instituição mais corrupta da Áustria.
O Índice de Percepção de Corrupção de 2017 da Transparency International classificou o país em 16º lugar entre 180.

## Extensão
Segundo várias fontes, a corrupção não é considerada um problema para os negócios na Áustria. De acordo com o Investment Climate Report 2013 do Departamento de Estado dos EUA de 2013, a corrupção não é considerada um problema sério que impede os negócios na Áustria. O Relatório de Competitividade Global 2013-2014 do Fórum Econômico Mundial  observa que não é comum as empresas fazerem pagamentos irregulares ou subornos relacionados a importações e exportações, serviços públicos, pagamentos anuais de impostos e concessão de contratos públicos e licenças. Além disso, a corrupção é considerada o décimo segundo fator mais problemático para fazer negócios na Áustria.
De acordo com o Relatório de Competitividade Global 2013–2014, o favoritismo entre funcionários do governo em relação a empresas e indivíduos bem conectados é uma desvantagem competitiva para o país. De acordo com o documento Identificando e Reduzindo a Corrupção na Contratação Pública na UE 2013, os funcionários envolvidos na contratação pública carecem de um rastreio de corrupção eficaz.

## Casos na história recente
Os seguintes complexos de corrupção causaram grande agitação pública e da mídia na história recente da Áustria, principalmente devido ao envolvimento de funcionários políticos:
- AKH-Skandal (Caso AKH), surgindo em 1980, que girava em torno da construção do maior hospital da Áustria, o Wiener Allgemeines Krankenhaus (Hospital Geral de Viena) na década de 1970.
- Noricum-Skandal (escândalo Noricum) foi um escândalo de exportação de armas austríaco centrado na exportação ilegal de armas para o Irã durante a década de 1980.
- Eurofighter-Affäre (Eurofighter Affair), surgindo em 2006, se refere a um processo de aquisição para jatos de combate.
- BUWOG-Affäre (Caso BUWOG), surgindo em 2009, que se originou de um processo de privatização de 2003 em torno de um grande portfólio de moradias de propriedade da República da Áustria.
- Hypo Alpe Adria, um complexo de má gestão e suspeita de corrupção em torno de um antigo banco estatal, surgindo em 2009.
- Telekom-Affäre (Telekom Austria Affair), surgindo em 2011, incluiu manipulação do preço das ações, doações de campanha eleitoral não autorizadas, influência na concessão de contratos, patrocínio questionável e aquisições de empresas pouco claras entre 2000 e 2007.
- Tetron-Affäre (Tetron Affair), surgindo em 2011, envolve possível lavagem de dinheiro, lobby ilegal, financiamento de partidos e pagamentos de comissões em conexão com a aquisição de um novo sistema federal de rádio digital para autoridades e forças de emergência no início dos anos 2000.
- Ibiza-Affäre (Ibiza Affair), que foi desencadeado em 2019 com a publicação de um vídeo gravado secretamente em 2017 do vice-chanceler austríaco.